# Classe Miura
La classe Miura fu una classe di navi da guerra anfibia tipo LST, composta da tre unità (Miura, Ojika e Satsuma) entrate in servizio tra il 1975 e il 1977 per la Kaijō Jieitai; tutte le unità sono state radiate dal servizio nei primi anni 2000.

## Caratteristiche
Classificate come "navi da sbarco medie" dalla Marina giapponese, le Miura erano unità tipo LST da 2.000 tonnellate di dislocamento standard (3.200 tonnellate a pieno carico); lo scafo, lungo 98 metri, largo 14 metri e con un pescaggio massimo di 3 metri, era dotato di un grosso portellone a prua con le sovrastrutture concentrate tutte a poppa. L'apparato propulsivo era basato su due motori diesel per una potenza complessiva di 4.400 hp, la quale garantiva una velocità massima di 14 nodi.
L'equipaggio ammontava a 118 uomini, mentre la capacità di carico consentiva l'imbarco di 200 soldati e 10 carri armati, oppure 1.800 tonnellate di materiali. L'autodifesa delle unità era garantita da due cannoni da 76/50 mm in una torre binata all'estrema prua e in un impianto binato di cannoni Bofors 40 mm posizionato in una postazione sopraelevata a poppa; erano inoltre presenti due impianti radar OPS-14 e OPS-16.

## Unità
| Nome               | Cantiere   | Impostazione     | Varo             | Entrata in servizio | Destino finale                                |
| ------------------ | ---------- | ---------------- | ---------------- | ------------------- | --------------------------------------------- |
| Miura (LST-4151)   | IHI, Tokyo | 26 novembre 1973 | 13 agosto 1974   | 29 gennaio 1975     | radiata dal servizio attivo il 7 aprile 2000  |
| Ojika (LST-4152)   | IHI, Tokyo | 10 giugno 1974   | 4 settembre 1975 | 22 marzo 1976       | radiata dal servizio attivo il 10 agosto 2001 |
| Satsuma (LST-4153) | IHI, Tokyo | 26 maggio 1975   | 12 maggio 1976   | 17 febbraio 1977    | radiata dal servizio attivo il 28 giugno 2002 |